# Studio 105
Studio 105 é o terceiro álbum da cantora Mayra Andrade. Foi gravado no Studio 105 da Maison de la Radio, ao vivo, num ambiente intimista. É composto por músicas dos dois álbuns anteriores com novos arranjos e ainda duas versões: Michelle, dos Beatles, e La Javanaise, de Serge Gainsbourg. Conta ainda com a participação de Hugh Coltman e de Vincent Segal.

## Faixas
1. "Kenha ki ben ki ta bai"
2. "Tchápu na Bandera"
3. "Dimokránsa"
4. "Seu"
5. "Stória, stória"
6. "Dispidida"
7. "La Javanaise"
8. "Odjus fitchádu"
9. "Tunuka"
10. "Michelle"
11. "Lapidu na Bo"